# Zamek Ostrožac
Zamek Ostrožac – zamek w Bośni i Hercegowinie, w kantonie uńsko-sańskim, na obrzeżach miasta Cazin, we wsi Ostrožac. Początki zamku sięgają XIII wieku (pierwsza wzmianka o nim pojawia się w 1286r), kiedy Ostrožac był częścią majątku rodu Babonić. W 1592 zamek został zdobyty przez Turków Osmańskich i ustanowiony osmańską prowincją Bośni. Odbudowany w latach 1900-1906 przez Lothara Von Berksa jako prezent urodzinowy dla żony pochodzącej z dynastii Habsburgów. 7 listopada 2013 na sesji Komisji ds. Ochrony Zabytków Narodowych Bośni i Hercegowiny podjęto decyzję o uznaniu zamku Ostrožac za pomnik narodowy Bośni i Hercegowiny w kategorii zespół architektoniczny. Na zamku od 1970 działa Kolonia rzeźbiarzy Ostrožac oraz cyklicznie odbywają się wystawy rzeźb wykonanych z bihacytu. Według decyzji Komisji, rzeźby te stanowią "integralną i niezbywalną część zespołu architektonicznego". Tereny wokół zamku są wykorzystywane przez organizacje turystyczne oraz lokalne z Cazina do organizacji koncertów, wystaw i innych wydarzeń artystycznych. Odbywa się tu np. największy festiwal muzyki elektronicznej na Bałkanach. Obecnie twierdza jest w złym stanie technicznym. Istnieją plany kompleksowej renowacji zamku, na chwilę obecną jednak prace konserwacyjne przebiegają wolno, wykonano jedynie najpilniejsze naprawy.